# Ibolya Csák
Ibolya Csák, później Kádár (ur. 6 stycznia 1915 w Budapeszcie, zm. 9 lutego 2006 tamże) – węgierska lekkoatletka, która specjalizowała się w skoku wzwyż.
Pochodziła z rodziny żydowskiej. Dominowała w kobiecym skoku wzwyż w drugiej połowie lat 30. XX wieku, sięgając po złoto igrzysk olimpijskich w Berlinie (1936) oraz mistrzostwo Europy w Wiedniu (1938). Tytuł w Wiedniu przypadł jej po dyskwalifikacji Dory Ratjen, kiedy broniąca barw niemieckich lekkoatletka (wcześniej 4. na berlińskich igrzyskach) okazała się mężczyzną. W latach 1933–1938 dwanaście razy poprawiała rekord Węgier (od 1,49 do 1,64). Rekord życiowy: 1,64 (18 września 1938, Wiedeń). Rezultat ten był aż do 1961 roku rekordem Węgier.